# جينو بونا
جينو بونا (بالإنجليزية: Gino Bona)‏ هو صانع إعلانات ‏ أمريكي، ولد في 14 أبريل 1973.